# Malcolm Sinclair (polityk)
Malcolm Ian Sinclair (ur. 3 listopada 1948) – brytyjski arystokrata i polityk, jeden z parów dziedzicznych zasiadających w Izbie Lordów i głowa Klanu Sinclairów, syn Jamesa Sinclaira, 19. hrabiego Caithness, i Madeleine de Pury, córki Hermana de Pury.
Wykształcenie odebrał w Marlborough College i w Royal Agricultural College w Cirencester. Tytuł parowski, pozycję głowy Klanu oraz miejsce w Izbie Lordów odziedziczył po śmierci swojego ojca w 1965 r. W latach 1972–1980 pracował jako agent nieruchomości dla firmy Savills, a później dla Brown and Mumford. Był członkiem Królewskiego Instytutu Geodezji. W latach 1984–1985 był Lordem-in-Waiting królowej Elżbiety II.
Karierę polityczną (związaną z Partią Konserwatywną) zaczynał od pozycji parlamentarnego podsekretarza stanu w ministerstwie transportu w latach 1985–1986. Później był ministrem stanu w ministerstwie spraw wewnętrznych w latach 1986–1988, ministrem stanu w ministerstwie środowiska w latach 1988-1989 i ministrem stanu w Skarbie Jej Królewskiej Mości w latach 1989–1990. Równolegle do tej ostatniej funkcji, lord Caithness sprawował urząd Paymaster-General. W latach 1990–1992 był ministrem stanu w Foreign Office, zaś przez kolejne dwa lata spędził ponownie w ministerstwie transportu, tym razem jako minister stanu.
Od 1990 r. był członkiem Tajnej Rady. W 1994 r. zrezygnował z funkcji rządowych, z powodu śmierci swojej żony. Po reformie Izby Lordów w 1999 r. utracił swoje miejsce w Izbie, ale został do niej wybrany jako jeden z 90 parów dziedzicznych.
9 stycznia 1975 r. poślubił Dianę Caroline Coke (11 stycznia 1953 - 8 stycznia 1994), córkę majora Richarda Coke’a i Molly Fletcher, córki Waltera Fletchera. Malcolm i Diana mieli razem syna i córkę:
- Iona Alexandra Sinclair (ur. 18 lutego 1978)
- Alexander James Richard Sinclair (ur. 26 marca 1981), lord Berriedale

W listopadzie 2004 r. poślubił Leilę Cassel Jenkins, córkę Theodore’a Jenkinsa. Małżonkowie nie mają razem dzieci.